# Gleiwitzer Hütte
Die Gleiwitzer Hütte ist eine alpine Schutzhütte der Sektion Tittmoning des Deutschen Alpenvereins in der Glocknergruppe auf 2176 m ü. A. Sie liegt unterhalb der dominanten Gipfel des Hohen Tenn im hinteren Hirzbachtal, einem Seitental des Fuscher Tals.

## Geschichte
Die Gleiwitzer Hütte wurde von der Sektion Gleiwitz des DuOeAV erbaut und 1900 eingeweiht. Nach dem Zweiten Weltkrieg wurde die Hütte zwischen 1949 und 1954 als „Hoch-Tenn-Hütte“ von den Sektionen Zell am See, Rohrbach und Amstetten abwechselnd betreut. Nach der Neugründung der Sektion Gleiwitz in Lübeck 1954 erhielt diese die Hütte zurück. Ab 1968 wurde die Hütte von den Sektionen Gleiwitz und Tittmoning gemeinsam betreut. 1972 erwarb die Sektion Tittmoning die Gleiwitzer Hütte vom DAV-Hauptverein. Die Sektion Burghausen des DAV unterhält eine Hüttenpatenschaft.